# Oblastní muzeum v Ústí nad Labem
Oblastní muzeum v Ústí nad Labem je kulturní instituce v krajském městě Ústeckého kraje.

## Historie

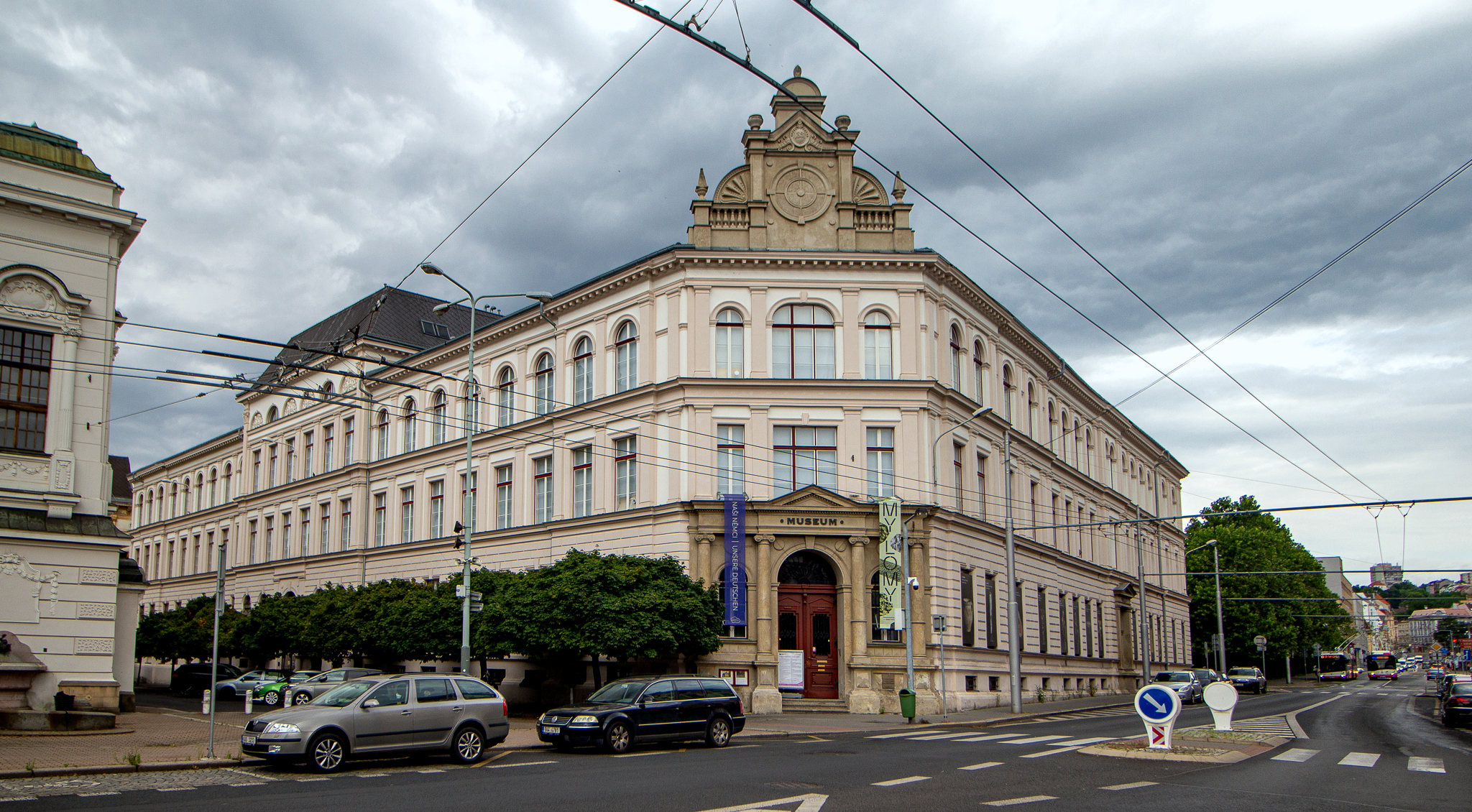
Budova muzea

Muzeum v Ústí vzniklo roku 1876 a první expozici otevřelo v hotelu „Zlatá loď“ v Hrnčířské ulici (dnes sídlo restaurace Na Předmostí). Ale již za několik týdnů muselo jinam a poté zase jinam, během prvních deseti let se stěhovalo osmkrát. Počet sbírkových předmětů i prestiž muzea stoupaly a potřeba vlastní muzejní budovy se zdála být nezbytnou. Roku 1914 město schválilo výstavbu nového městského muzea v Palachově ulici u Městských sadů. První světová válka však záměr zhatila a v poválečné nouzi se zdálo spásou ctihodné gesto přední ústecké průmyslnické rodiny Wolfrumů darovat pro potřeby muzea zámek v Trmicích. Ani šlechtické sídlo se však nestalo trvalým domovem. Jednak brzy přestalo dostačovat potřebám muzea a navíc dlouhodobá absence údržby přivedla v 60. letech zámek na pokraj totální devastace. Roku 1971 přišel další příslib výstavby specializované budovy městského muzea, která měla vyrůst na Mírovém náměstí. Opět však dostalo přednost provizorní řešení, a tak se roku 1972 nastěhovali muzejníci do neorenesanční školní budovy vedle divadla. Nejdříve spolu žili v jedné budově se školáky a posléze obsadila bývalé třídy hlavní pošta. Muzeum hrálo jen roli trpěného nájemníka. Odstěhováním pošty na konci 20. století vyvstala otázka nového využití historického objektu. Přišla šance konečně zřídit důstojné městské muzeum a také předzvěst dalšího, snad už posledního stěhování. Muzeum se krátkodobě přestěhovalo do provizorních prostor a v letech 2009–2011 proběhla díky evropské dotaci generální rekonstrukce muzejní budovy. Pro veřejnost bylo nové muzeum slavnostně otevřeno v červnu 2011.
Dne 1. ledna 2025 se Muzeum města Ústí nad Labem zřizované Statutárním městem Ústí nad Labem převedlo pod nového zřizovatele Ústecký kraj a funguje pod novým IČ 22217860 a novým názvem Oblastní muzeum v Ústí nad Labem.

### Císařský sál

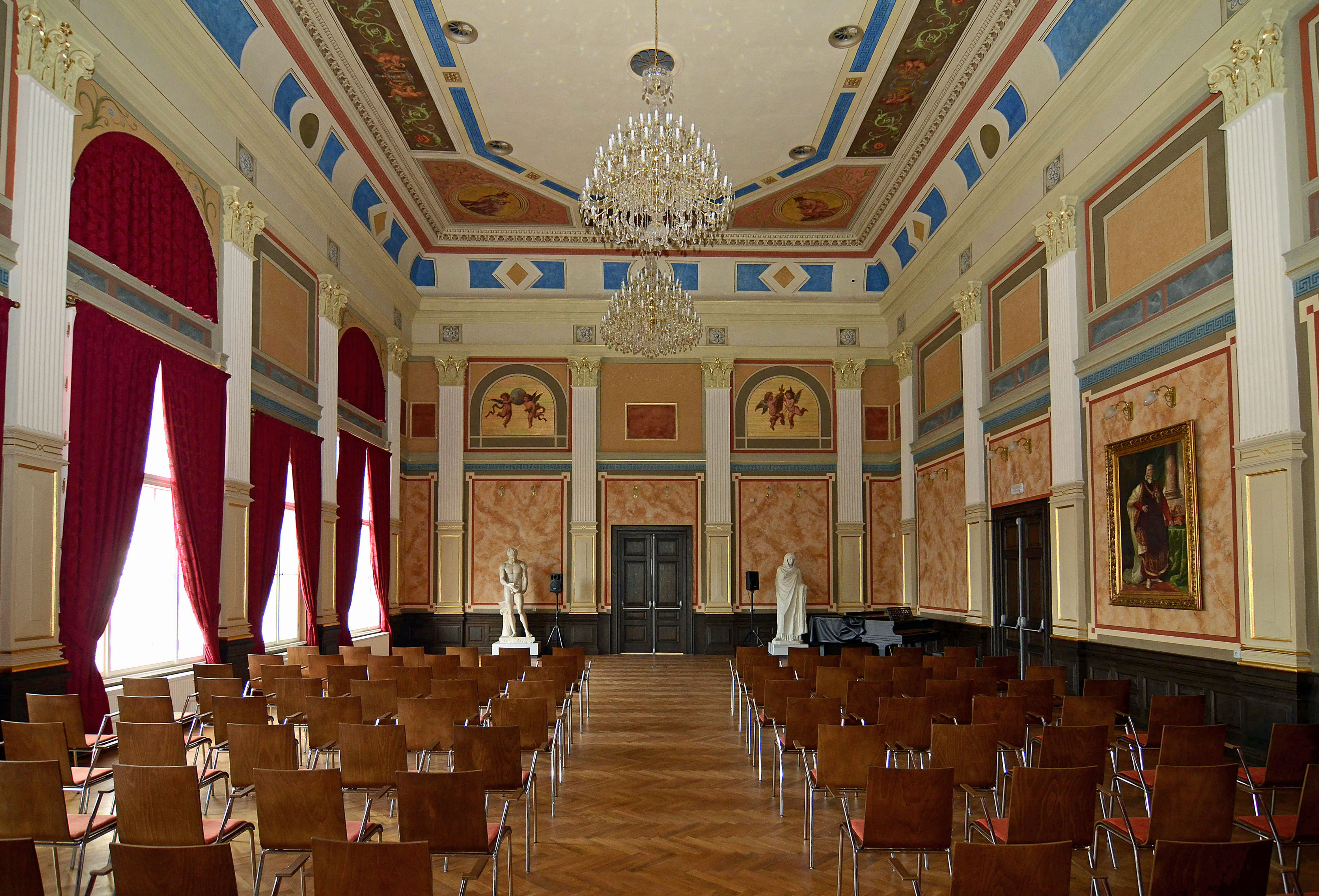
Císařský sál

Monumentální školní budova pojatá v neorenesančním stylu představovala ve své době nejreprezentativnější stavbu v širokém okolí. Město ve škole zřídilo sál pro zasedání zastupitelstva a jiná prestižní shromáždění. Tomu odpovídala i výzdoba zahrnující bohatou výmalbu stěn a stropů alegorickými motivy doplněnou zlacením z plátkového zlata. Škola, která se roku 1897 rozšířila přístavbou do uzavřeného bloku, položila základ ústecké „Ringstrasse“, tedy prestižní adresy plné výstavných veřejných paláců po vzoru Vídně. Brzy následovaly v sousedství další stavby poštovního paláce (1900), městského divadla (1909) a městské knihovny (1912).
Když 17. června 1901 při své cestě po Českém království navštívil Ústí nad Labem císař František Josef I., nebylo sporu o tom, kde se bude konat císařská audience s předními obyvateli města. Místem této výjimečné události se logicky stala právě budova dnešního městského muzea. A tak na paměť této události získal Císařský sál své jméno. Je náhodou, že znovuotevření muzea po generální rekonstrukci se odehrálo takřka na den přesně 110 let od císařské návštěvy. Veřejnost zásluhou nečekaného objevu nástěnných maleb a jejich zrestaurování mohla poprvé opět zhlédnout Císařský sál tak, jak jej viděl právě František Josef I. Do vstupní haly budovy se také po desetiletích vrátila po válce odstraněná pamětní deska, připomínající pobyt rakouského císaře v Ústí nad Labem.

## Sbírky
V letech 1876–1901 se o ústecké muzeum staral místní Průmyslový spolek, poté ho až do roku 1939 spravovala Muzejní společnost. V následujících desetiletích muzeum patřilo do kompetence různých stupňů státní správy nebo samosprávy. Od roku 1986 je muzeum podřízeno politické reprezentaci statutárního města Ústí nad Labem, jehož je příspěvkovou organizací. V současné době jsou jeho muzejní sbírky a knižní fondy majetkem města Ústí nad Labem. Muzeum se ve své práci řídí zákonnými předpisy pro správu movitého kulturního dědictví, pro péči o sbírky muzejní povahy a pro veřejné knihovny.
V současnosti Muzeum města Ústí nad Labem spravuje cca 200 000 evidenčních čísel muzejních sbírkových předmětů a jejich souborů. Obhospodařuje cca 60 000 knižních jednotek v odborné muzejní knihovně, která má na starost také cca 2000 svazků starých tisků a rukopisů.
K největším souborům patří sbírky přírodovědné, které vznikaly již na konci 19. století. Obsahují početné a významné soubory dokumentující především přírodu severozápadních Čech, Českého středohoří a Krušných hor. Nalezneme zde tisíce geologických vzorků minerálů, hornin a doklady paleontologické.
Nalezneme zde také herbář, početné jsou zvláště soubory entomologické, atraktivní jsou sbírky zoologické s řadou zajímavých preparátů. V souvislosti s výstavbou v historickém centru města Ústí nad Labem v posledních desetiletích se rozrostly také sbírky archeologické. Historické sbírky obsahují například deseti tisíce fotografií, negativů, diapozitivů nebo pohlednic. Jsou zde také sbírky vojenství, které jsou mimořádné například souborem zbraní a vojenského materiálu z období kolem roku 1813, kdy se odehrála bitva u Chlumce. Vzhledem k průmyslovému charakteru regionu jsou početné technické sbírky. Výtvarná umění a umělecká řemesla jsou zastoupena například historickým nábytkem, sklem, souborem pozdně gotických dřevořezeb nebo krajinomalbou 19. a 20. století.